# 樺山駅
樺山駅（かばやまえき）は、青森県むつ市大字田名部字北椛山にあった下北交通大畑線の駅（廃駅）。大畑線の廃止により2001年（平成13年）4月1日に廃駅となった。

## 歴史
- 1939年（昭和14年）12月6日：開業[1]。
- 1958年（昭和33年）10月20日：貨物取扱廃止[1]。
- 1959年（昭和34年）4月1日：無人化。
- 1985年（昭和60年）7月1日：大畑線転換により、国鉄から下北交通の駅となる[1]。
- 1993年（平成5年）12月1日：冬季休業化[1]。
- 2001年（平成13年）4月1日：大畑線廃止により廃駅となる。

## 駅構造
かつては交換設備を有しており貨物取扱があったが、廃止時には単式ホーム1面1線であった。樺山飛行場を建設する際の、人員資材の運搬に利用された。

## 駅周辺
- 国道279号

## 現況
- 荒れ果てているが駅舎は現存している。バス駅として利用されている大畑駅を除けば、残っている唯一の駅舎である。
- 周辺は草木が生い茂っている。また冬は除雪が行われないため、駅跡への訪問は不可能となる。
- 樺山飛行場跡地は、海上自衛隊樺山送信所として使用されている。

## 隣の駅
下北交通
大畑線
田名部駅 - 樺山駅 - 陸奥関根駅